# Cola discoglypremnophylla
Cola discoglypremnophylla là một loài thực vật có hoa trong họ Cẩm quỳ. Loài này được Brenan & A.P.D.Jones mô tả khoa học đầu tiên năm 1946.